# La Loi du plus beau
La Loi du plus beau est un livre de Christophe Lambert publié en 2004 par l'éditeur Mango, dans la collection Autres mondes (volume 26). Illustré par Manchu, ce livre est le 15e que l'illustrateur illustre pour la collection Autre mondes.

## Réception
Anne Éliès, dans Lire au collège, considère le sujet intéressant malgré un « manque de crédibilité » et juge le style « racoleur ». À l'inverse, Franck Boussard, pour Le Littéraire.com, salue une histoire « captivante » menée à un « rythme trépidant ».